# Lorenz Fehenberger
Lorenz Fehenberger (* 24. August 1912 in Oberweidach, Oberbayern; † 29. Juli 1984 in München) war ein deutscher Opernsänger (Tenor).

## Leben
Er begann als Knabe im Kirchenchor zu singen. Nachdem er seine Stimme professionell hatte ausbilden lassen, debütierte er 1939 am Opernhaus Graz. Von 1941 bis 1945 sang er an der Staatsoper Dresden. Er stand 1944 in der Gottbegnadeten-Liste des Reichsministeriums für Volksaufklärung und Propaganda.
1946 wechselte er an die Bayerische Staatsoper München. Außerdem gastierte er von 1949 bis 1962 regelmäßig bei den Salzburger Festspielen (1949 in der Uraufführung der Oper Antigonae von Carl Orff als Hämon) und in den Jahren 1951/52 an der Wiener Staatsoper. International war er noch in Italien, Belgien, Holland und Südamerika zu hören. An der Covent Garden Opera in London sang er 1953 in der britischen Erstaufführung der Oper Daphne von Richard Strauss den Apollo. 1976 sang er an der Bayerischen Staatsoper München in der Uraufführung der Oper Die Versuchung von Josef Tal. 1977 nahm er in München als Wirt im Rosenkavalier von der Bühne Abschied. Zu den Münchner Opernfestspielen 1979 kehrte er noch einmal als Gast an die Bayerische Staatsoper zurück. Der Komponist Wilfried Hiller hatte für Fehenberger das Monodram Ijob (Hiob) auf einen Text von Martin Buber geschrieben. Die erfolgreiche Uraufführung fand am 15. Juli 1979 im Theater im Marstall statt. Regisseur war Michael Leinert von der Bayerischen Staatsoper, die Ausstattung entwarf Ulrich Franz; musikalische Leitung: der Komponist.
Lorenz Fehenberger starb im Alter von 71 Jahren und fand seine letzte Ruhestätte auf dem Gemeindefriedhof von Gräfelfing im Landkreis München. Sein Sohn Lorenz Fehenberger jun. ist Tenorsänger und Ensemblemitglied im Chor des Bayerischen Rundfunks.

## Repertoire
Fehenberger sang erfolgreich Partien wie Walther in den Meistersingern von Nürnberg, Froh im Rheingold und die Titelrolle in Lohengrin von Richard Wagner, Sänger und Wirt im Rosenkavalier, Narraboth in Salome und den italienischen Sänger in Capriccio von Richard Strauss, den Herzog in Rigoletto, Riccardo in Un ballo in maschera, Alvaro in La forza del destino und Radames in Aida von Giuseppe Verdi, Cavaradossi in Tosca und Pinkerton in Madama Butterfly von Giacomo Puccini sowie Don José in Carmen von Georges Bizet.

## Aufnahmen (Auswahl)
- Auber: Fra Diavolo (Preiser Records)
- Bruckner: Te Deum (Orfeo International)
- Janáček: Die Ausflüge des Herrn Broucèk (Orfeo International)
- Mahler: 8. Sinfonie (Gala Records)
- Mozart: Grosse Messe C-Moll (Orfeo)
- Rossini: Stabat Mater (Remington)
- Saint-Saens: Samson et Dalila (Walhall Records)
- Strauss: Salome (Orfeo International)
- Strauss: Daphne (Preiser Records)
- Strauss: Der Rosenkavalier (Melodram Records)
- Strauss: Friedenstag (PLA)
- Verdi: Ein Maskenball (Cantus Classics)
- Verdi: Aida (Walhall Records)
- Wagner: Lohengrin (Preiser Records)
- Wagner: Das Rheingold (EMI Group)
- Wagner: Ausschnitte aus: Tristan und Isolde (Vox Records)
- Lebendige Vergangenheit (Preiser Records)